# Giacinto Sertorelli
Giacinto Sertorelli, né le 1er janvier 1915 à Bormio, dans la province de Sondrio en Lombardie et mort le 26 janvier 1938 à Garmisch, en Allemagne, après une chute en descente) est un skieur alpin italien.

## Palmarès

### Jeux olympiques
| Épreuve / Édition              | Combiné |
| ------------------------------ | ------- |
| JO 1936 Garmisch-Partenkirchen | 7e      |

### Championnats du monde
| Épreuve / Édition       | Descente | Slalom  | Combiné |
| ----------------------- | -------- | ------- | ------- |
| Mondiaux 1936 Innsbruck | Argent   | 10e     | 5e      |
| Mondiaux 1937 Chamonix  | Argent   | Abandon | —       |